# 喉结缩小术
喉结缩小术是一种通过颈部切口剃除部分甲状软骨来减小喉结突出度的外科手术。受术者通常是女性。

## 外科手术
该技术由Francis G. Wolfort和Richard G. Parry提出，并自此得到发展。
对患者进行局部或全身麻醉 ，在颈部做一个小的水平切口。然后用镊子将颈部中的肌肉分开，并用手术刀将突出的软骨剃掉，从而使喉咙看起来更光滑，棱角更小。然后用缝线缝合切口，伤口在约六周之内会比较明显。在大多数情况下，几乎不会留下疤痕，因为外科医生通常会在覆盖喉结的微小皮肤皱襞之一上进行切口。
手术通常在门诊进行，除非有其他需要同期住院进行的手术。外科医生必须特别小心，不能去除过多的软骨，否则可能会导致呼吸困难或永久性的声音改变。
大多数专门从事性別肯定手術的外科医生都会提供这种手术，一些普通整形外科医生也会提供这种手术。与生殖器重建一样，这是对跨性别女性进行的最常见的手术之一。
由于手术位置距离声带较近，手术中可能会对声带造成轻微损伤。尽管有报道称术后患者的音调略有变化，但通常他们的声音不会受到影响。一些患者会选择同时进行额外的声音手术，以尽量减少与声音相关的烦躁情绪。 
除了一般的喉结缩小术之外，女性化喉成形术也能达到减小喉结突出度的作用，但是该手术风险更大并且会对个体的声音产生更大影响。

## 恢复
许多外科医生建议患者经常擦拭切口部位，以防止形成明显的疤痕组织。切口部位周围肿胀和瘀伤很常见，患者还可能会出现暂时的吞咽和说话困难，具体程度取决于个人。 术后早期声音嘶哑一般是由于术区肿胀、咽喉部水肿等导致声带变窄而造成，一般在约一周后随肿胀逐渐消退而恢复。
大多数患者对手术的结果感到满意。那些不满意的人最常见的抱怨是他们仍然觉得自己的喉结太大或者疤痕太明显。